# Ruyangosaurus
Ruyangosaurus ("ještěr z Ruyangu") byl obří sauropodní dinosaurus, žijící v období pozdní křídy na území dnešní Číny (souvrství Mangchuan). Typový druh R. giganteus byl popsán v roce 2009 na základě fosílií, z nichž například holenní kost byla zajímavá svými rozměry (délka asi 127 cm). Spolu s rody Huanghetitan a Daxiatitan patří tento sauropod mezi největší dnes známé asijské dinosaury.

## Rozměry
Tento sauropod byl jedním z největších známých asijských dinosaurů vůbec. Jeho hmotnost je odhadována přibližně na 54 000 kilogramů. Gregory S. Paul odhadl v roce 2010 délku tohoto sauropoda na 30 metrů a hmotnost na víc než 50 tun. Podle paleontologa Thomase R. Holtze, Jr. vážil tento sauropod tolik, co 11 slonů afrických (zhruba 60 tun).
Začátkem roku 2020 byla publikována studie o obřím čínském sauropodovi rodu Fusuisaurus, ve kterém je pojednáno také o ruyangosaurovi. Tento sauropod měl stehenní kost dlouhou (dle odhadů, jelikož se nedochovala v celé délce) asi 207 centimetrů, pravá kost holenní pak byla dlouhá 127 cm. Odhadovaná kompletní délka dinosaura činí 35 metrů.
Vědecká studie publikovaná v září roku 2020 klade ruyangosaurovi hmotnost (dle dvou základních metod odhadu) v rozmezí 44 012 až 53 927 kilogramů.

## Dentice
Výzkumy čelistních kostí raně somfospondylních sauropodů ze stejné lokality ukazují, že průměrná doba obnovy zubů se u nich pohybovala kolem 76 dní (rychleji než u pozdně jurského rodu Brachiosaurus ale mnohem pomaleji než u vývojově vyspělejších titanosaurů z konce křídy).